# Knute Johnsgaard
Knute Johnsgaard est un fondeur canadien, né le 5 décembre 1992 à Whitehorse.

## Biographie
Knute Johnsgaard appris à skier dans les piste de Mount Lorne au Yukon, surtout du fait de son goût pour l'exterieur. Ensuite, il rallie Whitehorse, skiant avec le club local. Après ses études, il déménage au Québec afin de s'entraîner pour le haut niveau.
Ses premiers pas dans des compétitions de la FIS ont lieu en 2009 et les Championnats du monde junior en 2012
Il fait ses débuts en Coupe du monde en 2012 à Canmore. Il marque son premier et seul point lors de la saison 2015-2016, où il fait son retour en Coupe du monde, avec une 30e place au sprint du Ski Tour Canada. En janvier 2017, il est sur le podium du relais d'Ulricehamn, le premier de l'histoire du Canada en ski de fond. Il avait été appelé en renfort à la dernière minute.
Aux Championnats du monde 2017 à Lahti, il participe aux quatre courses individuelles, signant son meilleur résultat sur le sprint avec une 53e place.
Aux Jeux olympiques d'hiver de 2018, il est 62e du skiathlon, 69e du quinze kilomètres libre et 9e du relais. Il prend sa retraite sportive à l'issue de la saison 2017-2018.
Originaire de la région peu peuplée du Yukon, ses autres occupations sont la chasse et la pêche.

## Palmarès

### Jeux olympiques d'hiver
| Épreuve / Édition   | Sprint                           | Sprint    | 15 km | 15 km                            | Skiathlon 2 × 15 km | 50 km | Relais | Relais    |
| Épreuve / Édition   | libre                            | classique | libre | classique                        | Skiathlon 2 × 15 km | 50 km | Sprint | 4 × 10 km |
| JO 2018 Pyeongchang | Épreuve inexistante à cette date | -         | 62e   | Épreuve inexistante à cette date | 69e                 | -     | -      | 9e        |

### Championnats du monde
| Épreuve / Édition   | Sprint | Sprint                           | 15 km                            | 15 km     | Skiathlon 2 × 15 km | 50 km libre | Relais | Relais    |
| Épreuve / Édition   | libre  | classique                        | libre                            | classique | Skiathlon 2 × 15 km | 50 km libre | Sprint | 4 × 10 km |
| Mondiaux 2017 Lahti | 53e    | Épreuve inexistante à cette date | Épreuve inexistante à cette date | 56e       | 55e                 | 55e         | —      | —         |

Légende :
- : pas d'épreuve
- — : Non disputée par Johnsgaard

### Coupe du monde
- Meilleur classement général : 152e en 2016.
- Meilleur résultat individuel : 30e.

#### Classements en Coupe du monde
| Année/Classement | Année/Classement | Général | Général | Sprint | Sprint |
| ---------------- | ---------------- | ------- | ------- | ------ | ------ |
| Année/Classement | Année/Classement | Class.  | Points  | Class. | Points |
| 2016             | 2016             | 152e    | 1       | 101e   | 1      |